# Hsenwi del sud
Hsenwi del sud (conegut pel nom de la seva capital Mongyai una petita ciutat d'uns trenta mil habitants, és un dels 34 estats shan de l'estat Shan de Myanmar. És al sud de Hsenwi del nord. Té una superfície d'uns 4.000 km². La població és shan. La muntanya més alta a l'Estat Shan, el puig de Loi Leng de 2675 m és en aquest estat. Està poblat per Shan, amb minories Katxin i Palaung.

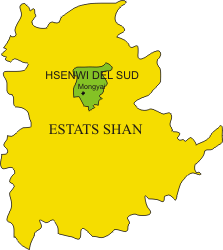
Mapa de situació dels estats shan de Hsenwi del sud

## Història
Fou creat el març de 1888 per la mediació britànica en un conflicte entre la dinastia de Hsenwi i un cap que s'havia proclamat príncep hi havia estat reconegut pels britànics. A la dinastia legítima de Hsenwi li va ser adjudicada la part sud de l'antic principat i el nord fou donat a l'altre pretendent.
El darrer príncep que va governar, que fou el primer que només va tenir una dona (la mahadevi era la filla gran del príncep de Lawksawk, i la seva mare -que era l'única don d'aquest príncep- era filla del príncep de Kengtung), va abdicar el 1959 i després fou una de la Repúbliques de la unió d'Estats Shan que constituïren l'Estat Shan, amb vocació d'independència, però part de Myanmar.

### Sawbaws de Hsenwi del sud
- Sao Naw Möng 1888-1913
- Sao Song 1913-1946
- Sao Mong 1946-1959